# Wilhelm Mrazek
Wilhelm Mrazek (* 21. Juli 1913 in Wien; † 12. Dezember 1989 ebenda) war ein österreichischer Kunsthistoriker und Direktor des Museums für angewandte Kunst in Wien.

## Leben
Mrazek studierte Kunstgeschichte und wurde 1947 an der Universität Wien mit einer Dissertation über barocke Deckenmalerei promoviert. Im gleichen Jahr begann er als wissenschaftlicher Beamter für das Museum für angewandte Kunst in Wien zu arbeiten. Er leitete dort die Glas-, Porzellan- und Keramiksammlung und wurde zu einem Spezialisten auf dem Gebiet der barocken Ikonologie, Symbolik und Allegorik. Von 1968 bis 1978 war er Direktor des Museums. Er organisierte fast 180 Ausstellungen, davon sechs Großausstellungen. Ab 1969 lehrte Mrazek als Honorarprofessor für Kunstgeschichte. 1979 ging er in den Ruhestand.
Mrazek gründete 1956 die Zeitschrift „alte und moderne kunst“, deren Chefredakteur und Mitherausgeber er wurde. Er veröffentlichte über 200 wissenschaftliche Publikationen. Zu den Schwerpunkten seiner Forschung gehörten das 18. Jahrhundert, Jugendstil und Wiener Werkstätte.
Seit 1946 war Mrazek mit Hildegard Rohr verheiratet. Er starb 1989 im Alter von 76 Jahren und wurde auf dem Wiener Zentralfriedhof begraben.

## Auszeichnungen
- 1971: Ritterkreuz Wasaorden
- 1971: Preis der Stadt Wien für Geisteswissenschaften.
- 1976: Ehrenkreuz für Wissenschaft und Kunst Erste Klasse
- 1976: Kommandeur des königlich schwedischen Nordstern-Ordens
- 1977: Komturkreuz finnischer Ritterorden
- 1980: Georg-Dehio-Preis
- 1988: Ehrenmedaille in Gold

## Schriften (Auswahl)
- mit Peter von Baldass, Walther Buchowiecki: Romanische Kunst in Österreich. 3. vermehrte und textlich veränderte Auflage. Forum, Wien 1974.
- mit Josef Schulz: Tapisserie. Jugend und Volk, Wien 1975, ISBN 3-7141-6773-0.
- Keramik des Jugendstils aus Böhmen und Mähren. Aus den Sammlungen des Museum für angewandte Kunst Wien, des Stadtmuseums Linz, Villa Stuck München, Ostdeutsche Galerie Regensburg. Stadtmuseum Linz 1976.
- mit Angelica Bäumer und Bettina Bäumer (Biographie), Michael Guttenbrunner (Text): Eduard Bäumer. Galerie Welz, Salzburg 1977, ISBN 3-85349-056-5.
- Leopold Forstner. Ein Maler und Material-Künstler des Wiener Jugendstils. Belvedere, Wien 1981.